# Roger-Henri-Marie Beaussart
Roger-Henri-Marie Beaussart (* 15. Juli 1879 in Épinal; † 29. Februar 1952 in Paris) war ein französischer Geistlicher und Weihbischof in Paris.

## Leben
Er entstammte einer bürgerlichen Familie, sein Vater Léon Beaussart war Beamter. Roger besuchte in Paris das Knabenseminar von Notre-Dame-des-Champs und die Maîtrise de Notre-Dame. Anschließend trat er in das Priesterseminar Saint-Sulpice ein und empfing am 19. September 1903 die Priesterweihe. Er wurde der Kaplanstelle des Stanislas-Kollegs zugewiesen und blieb dort bis zum November 1925, als ihm die Pfarrei Saint-Jacques du Haut-Pas übertragen wurde, die er bis zum Juli 1928 innehatte. Anschließend wurde er zum Direktor des Stanislas-Kollegs ernannt und behielt diese Position, bis er 1932 von Kardinal Verdier zum Generalvikar erwählt wurde. Kardinal Suhard bestätigte ihn in dieser Position.
Am 19. Juni 1935 wurde Roger-Henri-Marie Beaussart zum Titularbischof von Elatea und Weihbischof in Paris ernannt. Die Bischofsweihe spendete ihm am 9. Oktober 1935 der Erzbischof von Paris Jean Kardinal Verdier; Mitkonsekratoren waren Pierre-André-Charles Petit de Julleville, Bischof von Dijon, und Georges-Eugène-Emile Choquet, Bischof von Langres. Am 10. Dezember 1943 wurde er Titularerzbischof von Mocissus und Dekan des Kapitels von Notre-Dame de Paris. Ab 1947 war er Beichtvater des Nuntius in Paris Angelo Giuseppe Roncalli, des späteren Papstes Johannes XXIII.

## Ehrungen
- Ritter der Ehrenlegion[4]